# I Liceum Ogólnokształcące im. Feliksa Fabianiego w Radomsku
I Liceum Ogólnokształcące im. Feliksa Fabianiego w Radomsku – liceum ogólnokształcące w Radomsku, znajdujące się przy ulicy Armii Krajowej 30.

## Dyrektorzy szkoły
- mgr Seweryn Brzozowski
- prof. Jan Jaworski
- mgr Zenon Kluczyński (1935–1939)
- mgr Jan Słowiński (?–1968)
- mgr Władysław Stec (1968–1983)
- prof. Ryszard Szwed (1983–1991)
- mgr Elżbieta Zawadzka (1991–2002)
- mgr Grażyna Kaczmarek
- mgr Agnieszka Stryczyńska-Dryja (?–2012)
- mgr Renata Kosela (2012–2022)
- mgr Bogdan Węgrzyński (od 2022)

## Znani nauczyciele
- Stanisław Sankowski
- Marian Szymański

## Znani absolwenci
- Jan Cygankiewicz
- Marek Dębski
- Elżbieta Dziegieć
- Lucyna Harc
- Andrzej Iwicki
- Bogumił Jeziorski
- Grzegorz Krzemiński
- Włodzimierz Krygier
- Marek Nejman
- Tadeusz Różewicz
- Karol Walaszczyk
- Zbigniew Wolski

## Charakterystyka szkoły

### Profile
| Klasa                      | Rozszerzone przedmioty                  |
| -------------------------- | --------------------------------------- |
| A (matematyczna)           | matematyka, chemia/informatyka          |
| B (językowo-humanistyczna) | język polski, język angielski, historia |
| C (biologiczno-chemiczna)  | biologia, chemia, matematyka            |
| D (matematyczno-językowa)  | matematyka, język angielski, geografia  |
| E (europejska)             | WOS, geografia, język angielski         |
| F (przyrodnicza)           | biologia, chemia                        |